# 球革螨科
球革螨科（学名：Bulbogamasidae）为中气门螨目的一个科。

## 下级分类
本科包括以下属：
- 球革螨属 Bulbogamasus Gu, Wang & Duan, 1991，现为新寄螨属（Neoparasitus Oudemans, 1901）的异名。
- 异球螨属 Mirabulbus Liu & Ma, 2001[1]